# Roascio
Roascio är en ort och kommun i provinsen Cuneo i regionen Piemonte i Italien. Kommunen hade 100 invånare (2018).